# Plopsaland Ardennes
Plopsaland Ardennes, voorheen Télécoo, Plopsacoo, Plopsa Coo en Plopsa Coo Ardennes, is een attractiepark gelegen aan de Watervallen van Coo bij Coo in België. Het park behoort sinds 2005 tot de Plopsa-groep.

## Geschiedenis

### Watervallen
De geschiedenis van het park begint in de vijftiende eeuw, toen de eerste kleine waterval van Coo door de mens gecreëerd werd. Twee eeuwen later bouwden monniken een tweede, grotere waterval om het dorpje Petit-Coo te beschermen tegen overstromingen.
Vanaf de 18de eeuw, toen de mobiliteit groeide, kwamen er steeds meer toeristen naar de watervallen kijken. Daarom werd er in 1920 een zelfbedieningsrestaurant geopend: Buffet Cascade, later werden rond het terras van het restaurant speeltuigen toegevoegd.
Het duurde tot 1955 voordat er een eerste attractie bij de watervallen verscheen, toen professor Gaston Dugardin een stoeltjeslift - genaamd Le Télésiege - opende die bezoekers naar de top van een 220 meter hoge heuvel bracht. In de decennia die daarop volgde, opende Dugardin een kartbaan, een minigolf en een speeltuin.

### Télécoo
In 1976 gaf Gaston de fakkel door aan zijn zoon, Didier Dugardin. Hij maakte van het gebied een pretpark en noemde het Télécoo, een samenvoegsel van de eerste attractie Le Télésiege en het dorpje waar het park zich bevond, Petit-Coo. In de jaren '80 breidde het Télécoo uit met een aantal attracties, waaronder een simulator, een oldtimerbaan, twee bobsleebanen en in 1989 de achtbaan Roller. Didier opende in 1989 ook nog Wildpark, een rit door de natuur waarbij passagiers langs dieren rijden.
In de jaren '90 kreeg Télécoo het lastig. Ze konden niet opboksen tegen Walibi Belgium en Bobbejaanland, die in dat decennium sterk groeiden. In dit decennium opende het park slechts één attractie, een boomstamattractie genaamd Splash. Aan het einde van de jaren '90 kwamen andere Belgische parken in handen van grote bedrijven: Premier Parks nam Walibi en Bellewaerde over en Meli Park werd overgenomen door Studio 100. Ook Didier Dugardin besloot zijn park te verkopen. Er was echter geen kandidaat direct beschikbaar die dat wilde doen.Bobbejaanland werd in 2004 overgenomen door Parques Reunidos, wat maakte dat Télécoo sindsdien het enige Belgische pretpark was dat nog in handen was van de familie die het park oorspronkelijk bouwde.

### Plopsa Coo
Op 14 december 2005 nam Studio 100/Plopsa dan toch het hele domein van Télécoo over voor ongeveer € 6 miljoen, het bedrijf deed de overname zodat ze hun karakters in Wallonië populair konden maken. Bij het domein van Télécoo hoorde ook Targnon Adventure (teambuilding activiteiten), CooKayak (kayak verhuur) en Château de Targnon (zaalverhuur). De eerste twee werden ook overgenomen door Plopsa, het Château (via het bedrijf Immosoirheid) werd echter persoonlijk overgenomen door Gert Verhulst en Hans Bourlon.
Het park ging na de overname in seizoen 2006 open als voorheen, terwijl de nieuwe eigenaar aan de slag ging met verschillende aanpassingen. Verschillende attracties - zoals de kartbaan, de achtbaan en de wildwaterbaan - werden opgeknapt, verschillende winkeltjes werden weggehaald en het groen werd verfraaid. Ook werden er meerdere attracties toegevoegd aan het aanbod, zoals De Dansende Fonteinen, trapbootjes en een carrousel. Op 31 maart 2007 werd het vernieuwde park officieel geopend onder de naam Plopsa Coo.
In de daaropvolgende jaren werd het attractieaanbod wederom verder uitgebreid met De Vliegende Fietsen (2008), De Octopus (2008-2018), De Konijntjes (2008), het JBC Labyrint (2008), De Autorijschool (2009), De Mega Mindy Flyer (2010), Vicky the Ride (2011), DinoSplash (2015), Doorloopweide (2015), een speeltuin (2019) en De Vlindervlucht (2020). De boomstamattractie werd in 2011 voorzien van een nieuw Maya de Bij-thema. De achtbaan Coaster veranderde tot drie keer toe van thema, eerst in 2011 naar Piet Piraat vervolgens in 2014 naar Wickie de Viking met de naam Halvar. Sinds 1 juli 2022 staat de baan in het teken van De Smurfen onder de naam De Smurfer.
Het Wildpark werd in 2013 doorverkocht en kon sindsdien niet meer worden bezocht door Plopsa Coo bezoekers.

### Plopsa Coo Ardennes
In 2024 werd de naam van het park aangepast naar Plopsa Coo Ardennes.

### Plopsaland Ardennes
Bij de start van het seizoen in 2025 werd de naam opnieuw aangepast, ditmaal naar Plopsaland Ardennes. In 2025 opent in de binnenring van de Maya Splash meer Maya de Bij drie gethematiseerde attracties: De Valtoren, De Swingboom (rock 'n' tug), en de Schommelhommel (familievriendelijke topspin). Hierdoor moest het JBC Labyrint geruimd worden, welke al sinds 2020 niet meer werd gebruikt.

## Toekomstplannen
Plopsa presenteerde in 2019 de toekomstvisie voor Plopsaland Ardennes, er zou voor € 25 miljoen geïnvesteerd worden in het park met de komst van een hotel, indoorpark, een waterattractie en een aangepaste layout van de wandelroutes. Alle uitbreidingen zouden uiterlijk in 2025 opgeleverd worden. Het plan is echter gepauzeerd door Plopsa, doordat er een verhoging van de belasting dreigt voor het park. In de plannen van de gemeenteraadsleden zou Plopsaland Ardennes zes keer zoveel belasting moeten gaan afdragen, van € 50.000 per jaar naar € 300.000 per jaar.

## Attracties en horeca

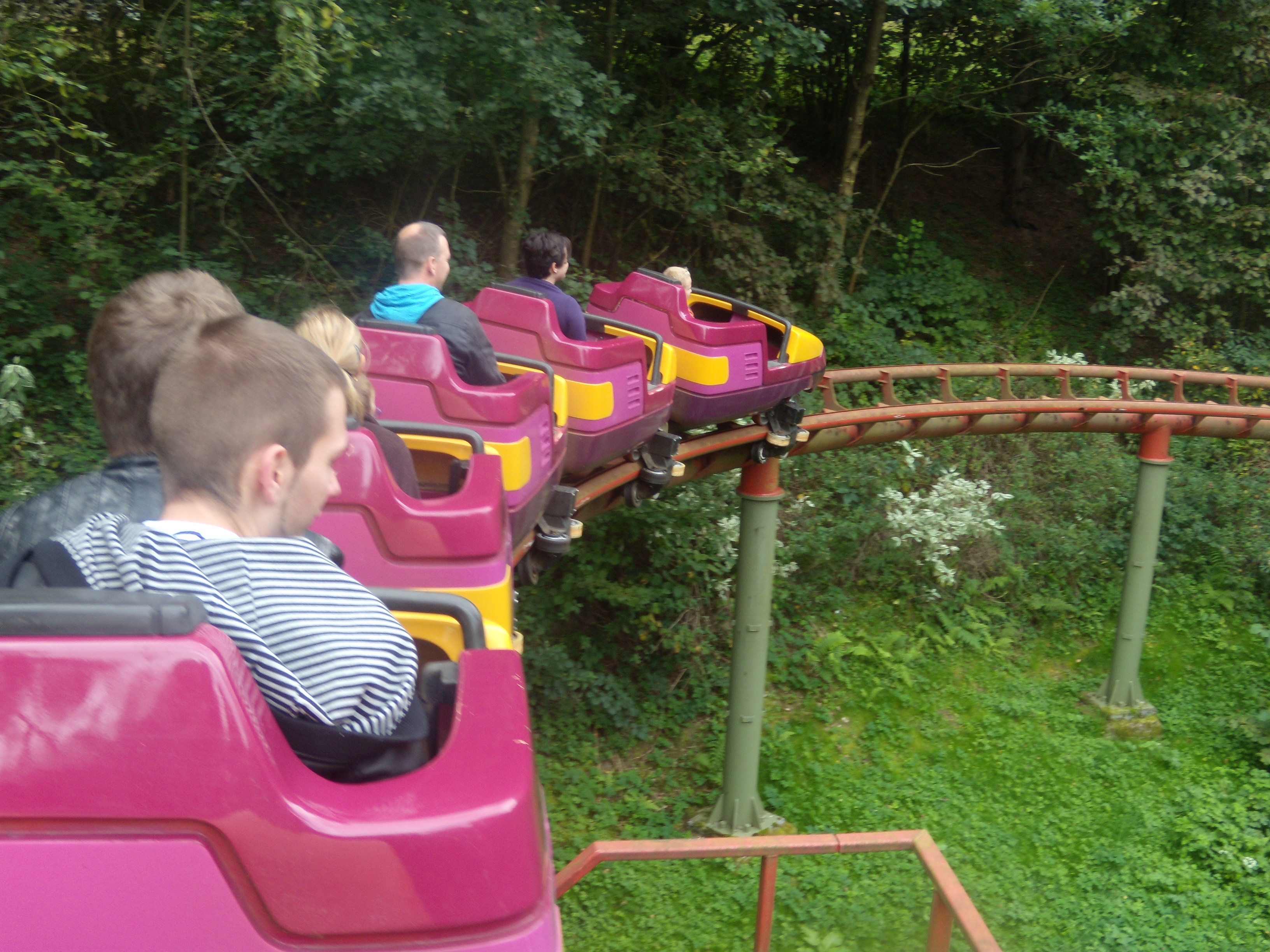
Halvar

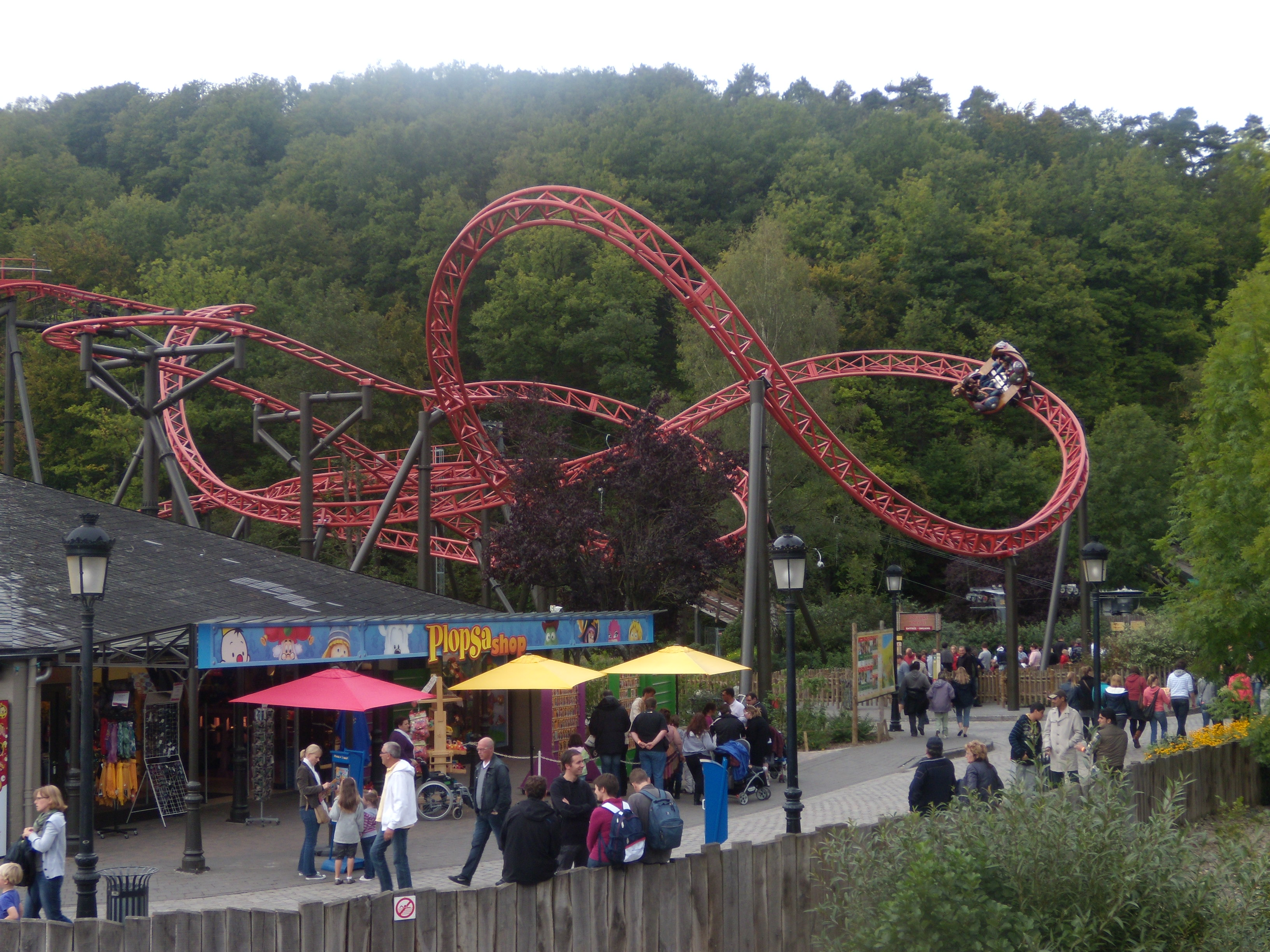
Vicky the Ride

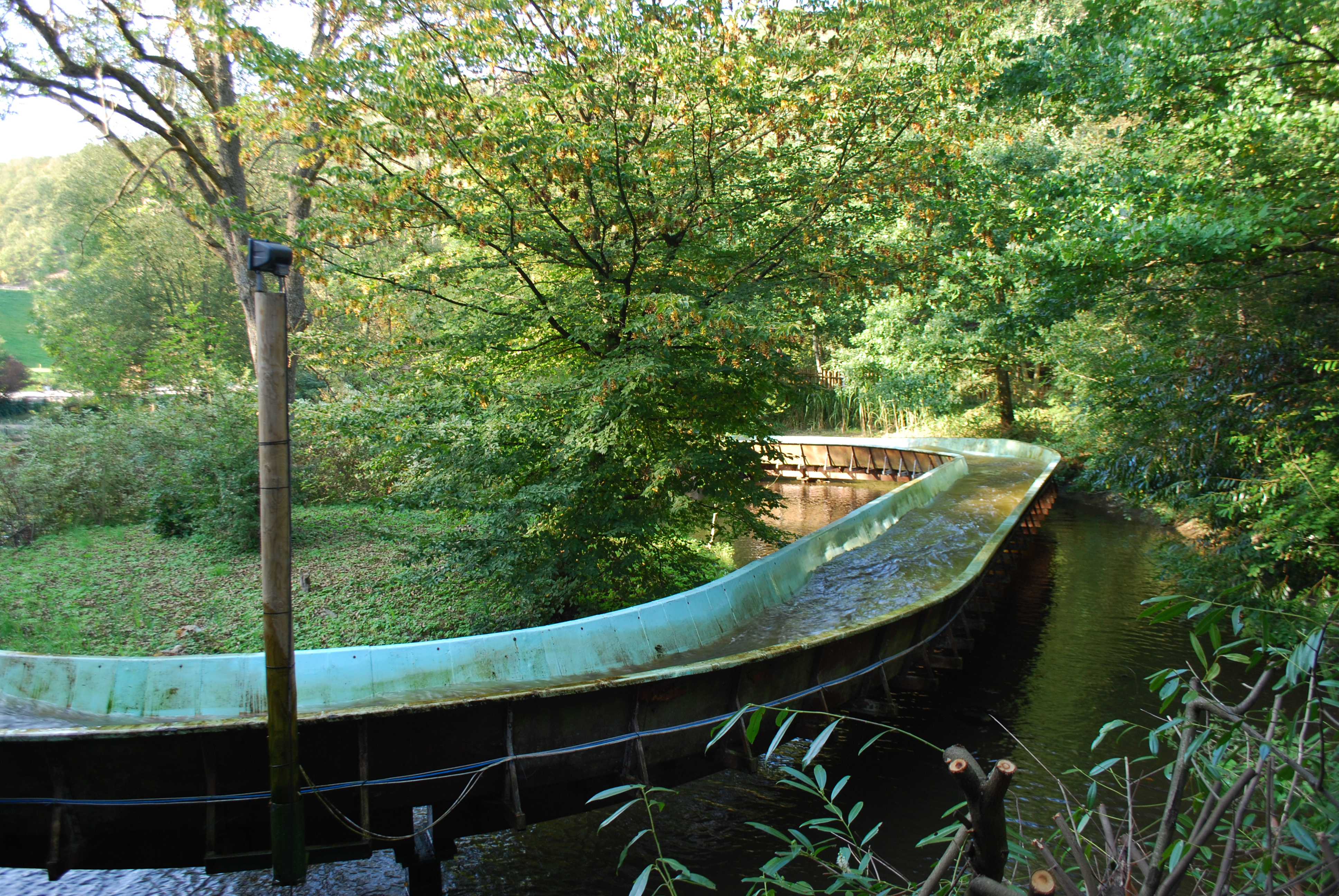
Maya Splash

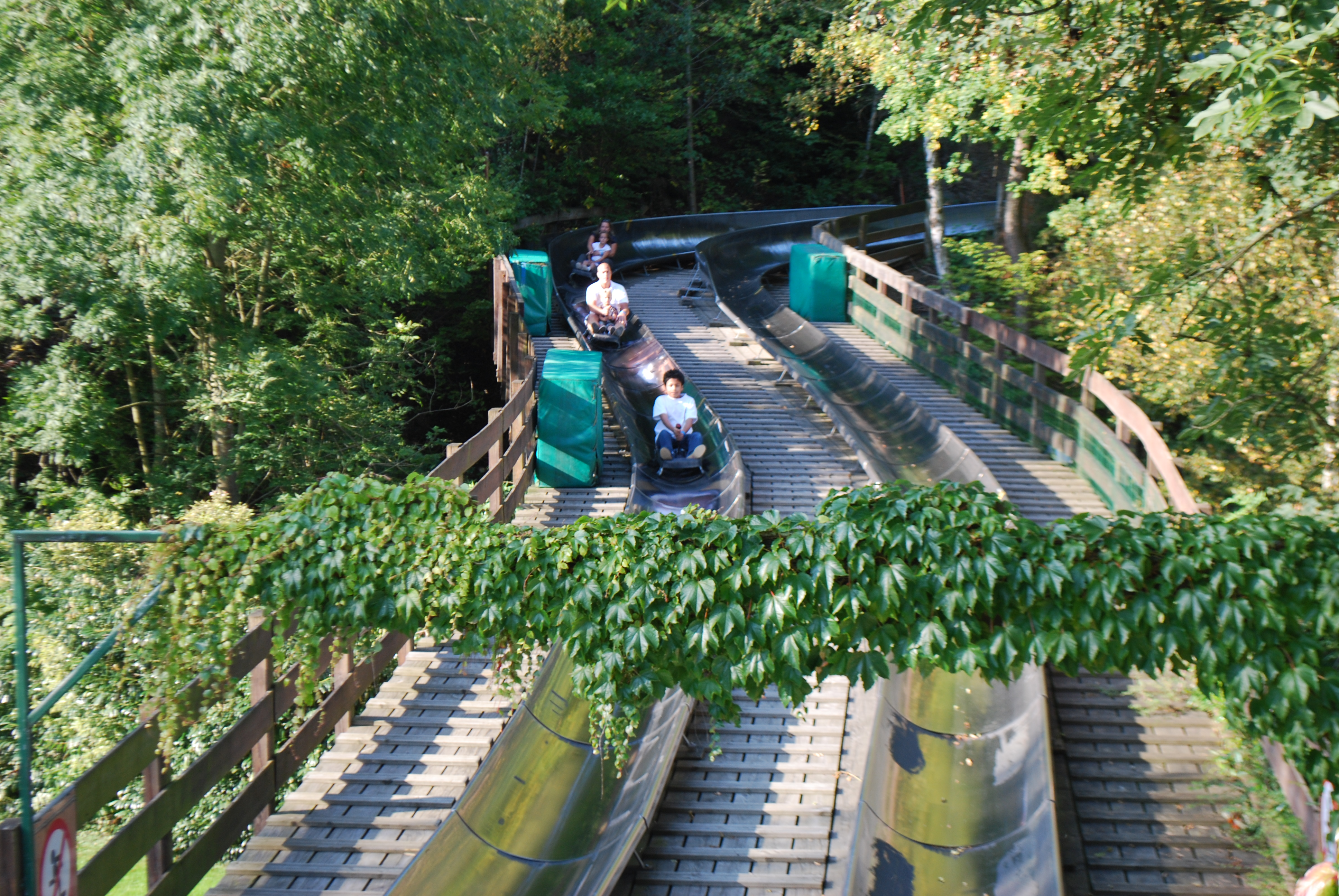
Bobslee

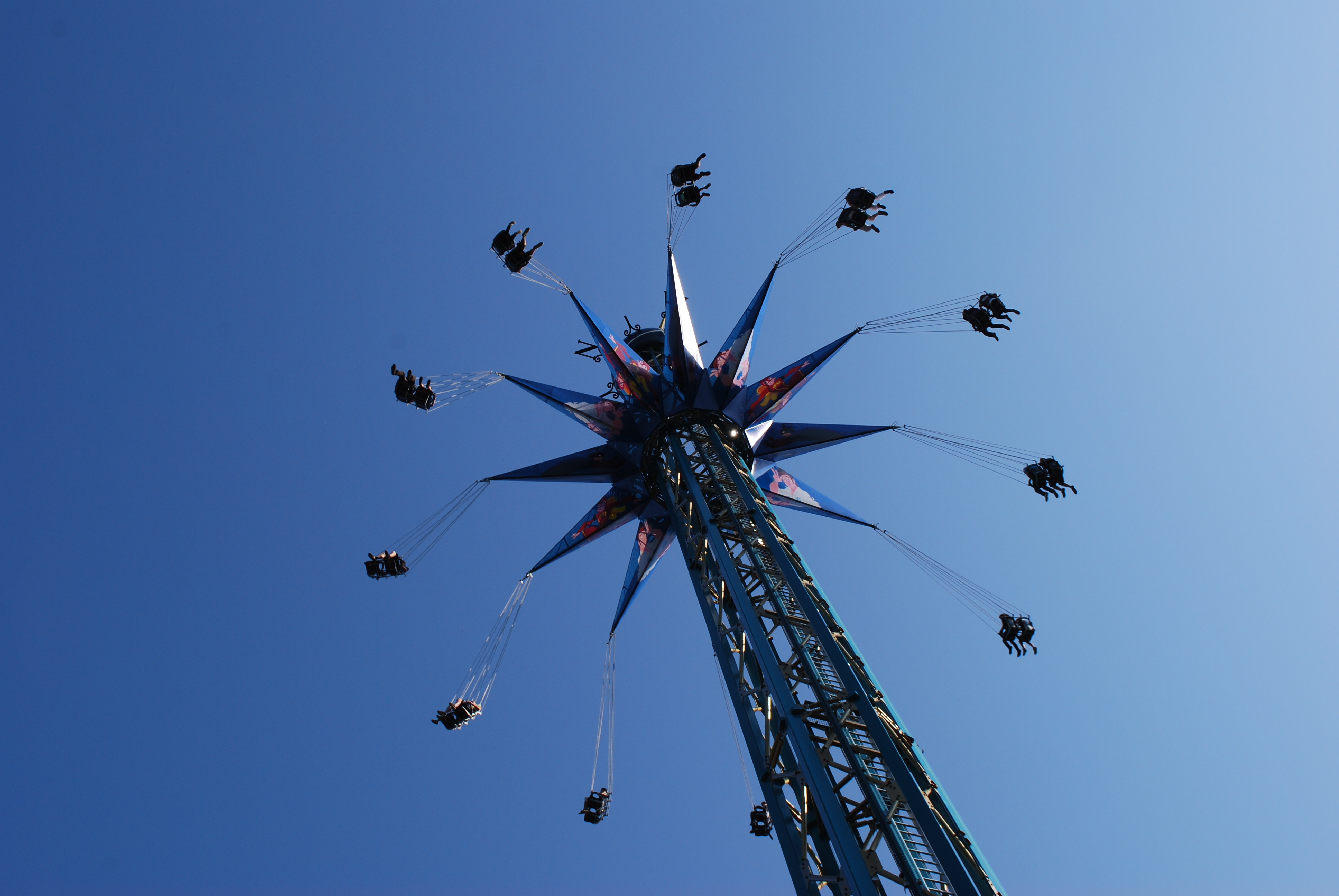
Mega Mindy Flyer

Het park heeft 25 attracties, meerdere horecagelegenheden en drie winkels.

#### Attracties
- De Zetellift is een kabelbaan die klimt naar 220 meter hoogte en is geopend in 1955, het is de eerste attractie van het park.
- De Uitkijktoren is een toren waarmee je over de vallei kunt uitkijken en is te bereiken via de Zetellift.
- De Kartbaan is een racebaan met elektrische karts geopend in 1958 (toen nog met 160cc motoren).
- Minigolf
- De Bobslee is een rodelbaan geopend in 1986 en gebouwd door Wiegand.
- De Smurfer / Schtroumpfeur is een terreinachtbaan geopend in 1989 en gebouwd door Vekoma met sinds 2022 een smurfenthema.
- Maya Splash is een boomstamattractie gebouwd in de jaren '90 en heeft sinds 2011 een Maya de Bij-thema.
- Apeneiland is een eiland met doodshoofdaapjes geopend in 1993.
- Blikken gooien is een kermisspel waarvoor apart betaald moet worden.
- Eendjes vissen is een kermisspel waarvoor apart betaald moet worden.
- Lunapark is een speelhal met verschillende games waarvoor apart betaald moet worden.
- De Paardenmolen is een draaimolen geopend in 2007 en gebouwd door Bertazzon America.
- Mini-Pédalos zijn bootjes die geopend zijn in 2007.
- Scooters zijn botsauto's geopend in 2007.
- De Dansende Fonteinen geopend in 2007 en gebouwd door Automatic Spraying Systems.
- De Vliegende Fietsen is een draaimolen geopend in 2008 en gebouwd door Zamperla met een Mega Mindy-thema.
- De Konijntjes is geopend in 2008 en gebouwd door Metallbau Emmeln met een Kabouter Plop-thema.
- De Autorijschool is een autorit voor kleine kinderen geopend in 2009 met een K3-thema.
- De Mega Mindy Flyer is een 67 meter hoge Star Flyer geopend in 2010 en gebouwd door Funtime Industries met een Mega Mindy-thema.
- Vicky the Ride is een spinning coaster geopend in 2011 en gebouwd door Gerstlauer en heeft een Wickie de Viking-thema.
- DinoSplash zijn drie waterglijbanen geopend in 2015 en heeft een dinosaurusthema.
- Doorloopweide is een weide met geiten, konijnen, pauwen en kippen geopend in 2015 met een Heidi-thema.
- Speeltuin geopend in 2019.
- De Vlindervlucht is een molen geopend in 2020 en gebouwd door Zamperla met een Maya de Bij-thema.
- De Valtoren, (2025).
- De Swingboom, een rock 'n' tug (2025).
- Schommelhommel, een familievriendelijke topspin (2025).

#### Horeca
- La Cascade
- Le Vieux Moulin
- Le Marcassin

#### Winkels
- Plopsa Winkel
- De Snoepwinkel
- Au Pied de la Cascade

#### Verdwenen attracties
- Carrousel
- Chenille
- Ghosttrain
- Minicars
- Oldtimer
- Pirate
- Slingshot
- Springkastelen
- Vortex
- Wild mouse
- Wildpark (overgenomen door ander bedrijf): Het wildpark kan nog tegen betaling gedaan worden.
- De Octopus (2008-2018)
- JBC Labyrint: een labyrint geopend in 2008 en gesloten in 2020. Het was gesponsord door JBC met een Samson en Gert-thema.

## Bezoekersaantallen
Hieronder volgt een overzicht van de ontwikkeling van de bezoekersaantallen van Plopsaland Ardennes, zoals vermeld in de jaarcijfers.
| Jaar | Bezoekers |
| ---- | --------- |
| 2011 | 366.900   |
| 2012 | 344.626   |
| 2013 | 340.048   |
| 2014 | 299.613   |
| 2015 | 317.696   |
| 2016 | 244.587   |
| 2017 | 250.947   |
| 2018 | 234.005   |
| 2019 | 215.000   |